# Episodi di Action Man (serie animata 1995)
Questa voce contiene un elenco degli episodi della serie animata Action Man.
| n° tot.          | n° in st.      | Titolo originale          | Titolo italiano          | Prima TV USA      |
| Prima stagione   | Prima stagione | Prima stagione            | Prima stagione           | Prima stagione    |
| ---------------- | -------------- | ------------------------- | ------------------------ | ----------------- |
| 1                | 1              | Explosive Situation       | Una situazione esplosiva | 23 settembre 1995 |
| 2                | 2              | Fountain of Youth         | L'eterna giovinezza      | 30 settembre 1995 |
| 3                | 3              | Cybersoldier              | Soldato cibernetico      | 7 ottobre 1995    |
| 4                | 4              | You Can't Go Home Again   | La casa dell'infanzia    | 14 ottobre 1995   |
| 5                | 5              | Ancient History           | Missione Pax 39          | 21 ottobre 1995   |
| 6                | 6              | The Red Plague            | La peste rossa           | 28 ottobre 1995   |
| 7                | 7              | Peril at Perigee          | Pericolo nello spazio    | 4 novembre 1996   |
| 8                | 8              | Rogue Moons               | Pioggia di meteoriti     | 11 novembre 1995  |
| 9                | 9              | Hands Down                | L' ambasciatore          | 18 novembre 1995  |
| 10               | 10             | We Come in Peace          | Veniamo in pace          | 25 novembre 1995  |
| 11               | 11             | R.A.I.D.                  | R.A.I.D.                 | 2 dicembre 1995   |
| 12               | 12             | Skynap                    | L' armistizio            | 9 dicembre 1995   |
| 13               | 13             | The Outside Edge          | Il traditore             | 16 dicembre 1995  |
| Seconda stagione |                |                           |                          |                   |
| 14               | 1              | The X Factor              | La vitamina              | 22 settembre 1996 |
| 15               | 2              | Ice Age                   | Era glaciale             | 29 settembre 1996 |
| 16               | 3              | Soul of Evil              | Una questione di fiducia | 6 ottobre 1996    |
| 17               | 4              | Deja Vu                   | Deja Vu                  | 13 ottobre 1996   |
| 18               | 5              | Satellite Down            | Il satellite scomparso   | 20 ottobre 1996   |
| 19               | 6              | Space Walk                | Avventura spaziale       | 27 ottobre 1996   |
| 20               | 7              | The Most Dangerous Prey   | ???                      | 3 novembre 1996   |
| 21               | 8              | Points of Danger          | Il pesce marionetta      | 10 novembre 1996  |
| 22               | 9              | Crack of Doom             | Il vulcano               | 17 novembre 1996  |
| 23               | 10             | Space Wars                | Guerra nello spazio      | 24 novembre 1996  |
| 24               | 11             | Past Performance          | La base missilistica     | 1 dicembre 1996   |
| 25               | 12             | A Time for Action: Part 1 | ???                      | 8 dicembre 1996   |
| 26               | 13             | A Time for Action: Part 2 | ???                      | 15 dicembre 1996  |